# Ducado de Ceneda
El Ducado de Ceneda fue uno de los ducados creados por los lombardos en Italia. Sabemos poco acerca de los acontecimientos de aquella época, pero se conoce el papel estratégico que representaba el ducado para el reino lombardo, como atestigua su misma localización, pues está próximo a la ciudad de Oderzo, largamente controlada por los bizantinos. Más tarde no volvería a tener gran peso político, quedando encerrado por los más poderosos ducados de Treviso, Vicenza y sobre todo, de Friuli.
No se conoce la fecha exacta de creación del ducado. Es posible que se remonte a la época de la conquista lombarda de la zona, guiada por Alboino en el año 569, después de la cual repartió las tierras estre los habitantes de Cividale, Treviso y Ceneda. En la Historia Lombarda (VI, 24) de Pablo el Diácono se menciona un solo duque de Ceneda, Orso, hermano del duque Pedro de Cividale e hijo de Muniquio. Se dice de él que fue un valiente en el combate contra los eslavos.
Ejemplo de la marginalidad en que se sumió posteriormente la región fue la relativamente tardía fecha de institución de una diócesis propia, datada en la época del rey Liutprando (712-744) por transferencia de la sede episcopal de Heraclea (otrora Diócesis de Oderzo).